# Final Four dell'Eurolega 2021-2022
Le Final Four dell'Eurolega 2021-2022 di hockey su pista si sono disputate il Palácio dos Desportos di Torres Novas in Portogallo dal 14 al 15 maggio 2022.
Vi hanno partecipato le seguenti squadre:
- 1ª classificata girone A:  Trissino
- 2ª classificata girone A:  Sporting Tomar
- 1ª classificata girone B:  Valongo
- 2ª classificata girone B:  Sarzana

I vincitori, gli italiani del Trissino al primo successo nella manifestazione e la finalista del torneo, i portoghesi dl Valongo, hanno ottenuto il diritto di giocare contro i vincitori e i finalisti della Coppa WSE 2021-2022, rispettivamente gli spagnoli del Calafell e gli italiani del Follonica, nella Coppa Continentale 2022-2023.

## Tabellone
|  | Semifinali     | Semifinali     | Semifinali |         |          | Finale   | Finale | Finale |  |
|  |                |                |            |         |          |          |        |        |  |
|  | Trissino       | Trissino       | 4          |         |          |          |        |        |  |
|  | Trissino       | Trissino       | 4          |         |          |          |        |        |  |
|  | Sarzana        | Sarzana        | 0          |         |          |          |        |        |  |
|  | Sarzana        | Sarzana        | 0          |         | Trissino | Trissino | 4 (3)  |        |  |
|  |                |                |            |         | Trissino | Trissino | 4 (3)  |        |  |
|  |                |                | Valongo    | Valongo | 4 (1)    |          |        |        |  |
|  | Valongo        | Valongo        | Valongo    | Valongo | 4 (1)    | 4 (3)    |        |        |  |
|  | Valongo        | Valongo        |            |         |          |          |        |        |  |
|  | Sporting Tomar | Sporting Tomar | 4 (1)      |         |          |          |        |        |  |

## Risultati

### Semifinali
| Arbitri: | Ivan Gonzalez Sergi Mayor |

|                                                             |                |                                                     |
| R. Moreira 1'19" Bridge 37'59" Barata 40'58" Navarro 47'04" | Marcatori      | 18'31" 23'07" Santos 37'40" T. Moreira 46'20" Silva |
| Navarro R. Moreira Abreu                                    | Shootout 3 – 1 | Almeida                                             |

| Arbitri: | Miguel Diaz Jonatan Sanchez |

|                                                |           |  |
| Garcia 11'34" Pinto 17'06" Cocco 31'06" 41'05" | Marcatori |  |

#### Finale
| Arbitri: | Sergi Mayor Jonatan Sanchez |

|                                                    |                |                                                 |
| Gavioli 10'09" Malagoli 13'03" 28'34" Cocco 44'54" | Marcatori      | 0'47" 31'15" Bridge 21'00" Barata 24'00" Santos |
| Pinto Malagoli Garcia Cocco                        | Shootout 3 – 1 | Moreira Navarro Pereira Abreu                   |

| Trissino              |    |                    |
|                       |    |                    |
| P                     | 1  | Stefano Zampoli    |
| E                     | 5  | Alessandro Faccin  |
| E                     | 6  | Andrea Malagoli    |
| E                     | 7  | Giulio Cocco       |
| E                     | 17 | João Pinto         |
| P                     | 17 | Adrià Català       |
| E                     | 71 | Davide Gavioli     |
| E                     | 84 | Emanuel Garcia     |
| E                     | 87 | Francisco Ipiñazar |
| Allenatore:           |    |                    |
| Alessandro Bertolucci |    |                    |

| Valongo     |    |                 |
|             |    |                 |
| P           | 12 | Bernardo Mendes |
| E           | 17 | Rafael Moreira  |
| E           | 22 | Nuno Santos     |
| P           | 30 | Gonçalo Bento   |
| E           | 33 | Facundo Navarro |
| E           | 57 | Rúben Pereira   |
| E           | 74 | Miguel Vieira   |
| E           | 78 | Diogo Abreu     |
| E           | 87 | Facundo Bridge  |
| E           | 88 | Diogo Barata    |
| Allenatore: |    |                 |
| Edo Bosch   |    |                 |